# Франциск из Паолы
Святой Франциск из Паолы (итал. Francesco dа Paola; 27 марта 1416, Паола — 2 апреля 1507 года) — католический святой, отшельник, основатель ордена минимов. День памяти в Католической церкви — 2 апреля.

## Биография
Родился в городе Паола в Калабрии, которая в этот период входила в состав Неаполитанского королевства. В молодости обучался у францисканцев в родном городе. Семья была очень набожной, Франциск был старшим из троих детей в семье и был назван в честь святого Франциска Ассизского.
Житие сообщает, что в детстве он страдал от опухоли на глазу. После того, как родители дали обет, что в случае выздоровления их сын как минимум год проведёт послушником во францисканском монастыре, Франциск выздоровел. С детства Франциск отличался глубокой набожностью и благочестием. В 13-летнем возрасте во исполнение родительского обета провёл год в монастыре, где его желание стать монахом усилилось. Когда срок пребывания в монастыре завершился, совершил вместе с родителями паломничество в Ассизи. Вернувшись в Паолу, принял решение стать отшельником и удалился в пещеру, расположенную в безлюдной местности, где жил в молитве и уединении около 6 лет.
Около 1435 года к нему присоединились два сподвижника, после чего Франциск основал движение, получившее название «Отшельники святого Франциска Ассизского». Число его учеников постоянно увеличивалось, Франциск и его последователи основали монастыри в Патерно в 1444 году и в Милаццо (Сицилия) в 1469 году.
В 1471 году деятельность отшельнической общины нашла поддержку у архиепископа Козенцы, который высказал ей одобрение. В 1474 году папа Сикст IV утвердил новый нищенствующий монашеский орден под именем «Конгрегация эремитов брата Франциска из Паолы».

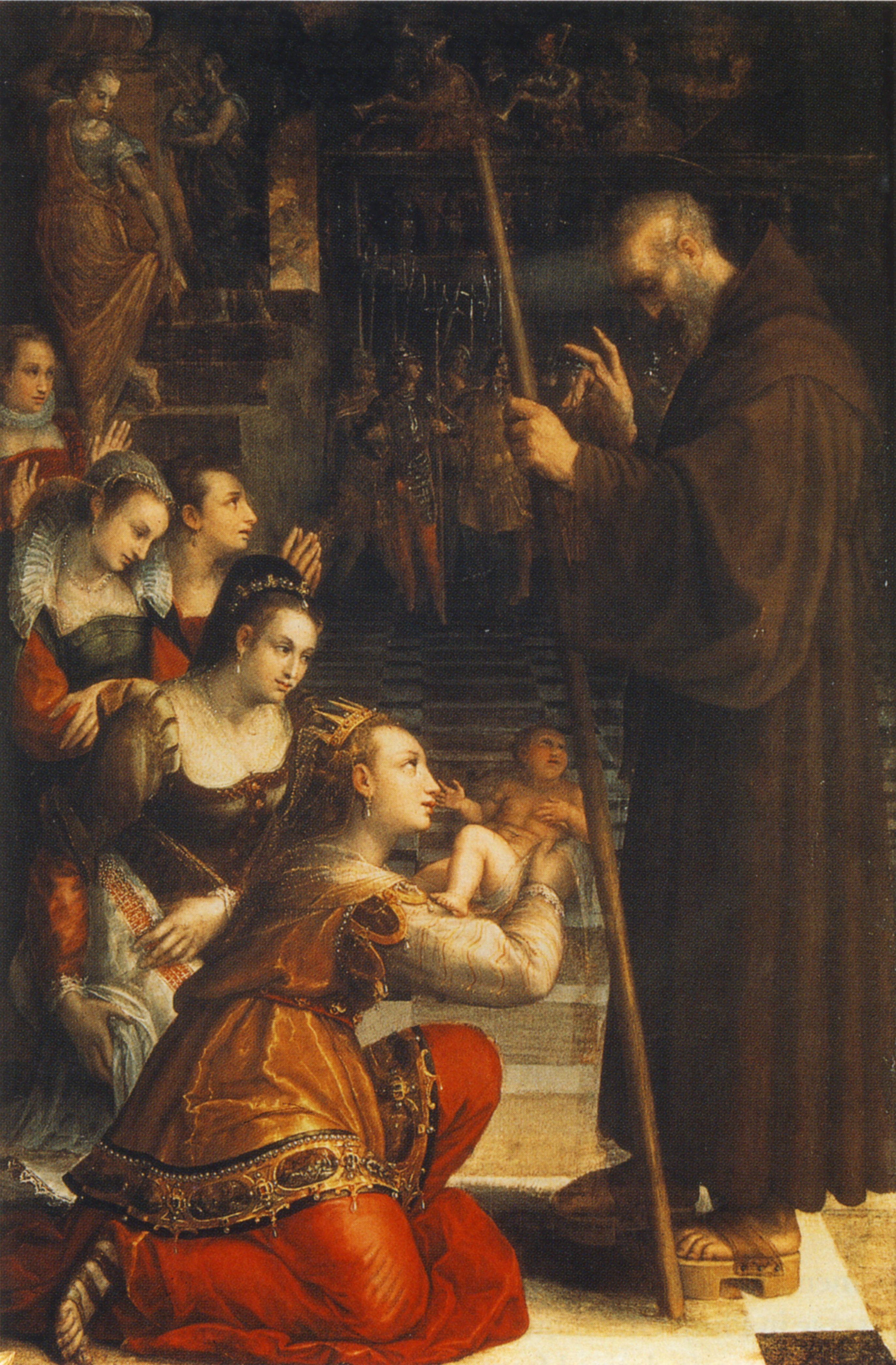
Франциск из Паолы благословляет сына Луизы Савойской

Долгое время новый орден не имел постоянного имени, его членов называли «эремиты брата Франциска», «добрые люди» и т. д. В Испании братьев поначалу называли «отцами победы», из-за того, что, по преданию, Франциск из Паолы предсказал королю Фердинанду V победу над маврами под Малагой. В 1493 году папа Александр VI в булле Meritis religiosae vitae присвоил ордену имя «Эремиты ордена минимов» и с этого времени отшельники святого Франциска из Паолы известны под именем минимы или минимиты. Новое название ордена было утверждено папой Александром VI.
В 1483 году тяжело болевший король Франции Людовик XI, за 4 месяца до своей смерти, пригласил святого Франциска из Паолы во Францию, в свой замок Плесси-ле-Тур. Святой Франциск духовно наставлял короля и был с ним в момент его смерти. Преемник Людовика Карл VIII также высоко ценил святость и мудрость Франциска, советовался с ним и основал для минимов два монастыря — возле Плесси-ле-Тур и в Риме, на холме Пинчо. Среди людей, которые стали последователями Франциска, был и Ян Стандонк, основатель Коллежа Монтегю.

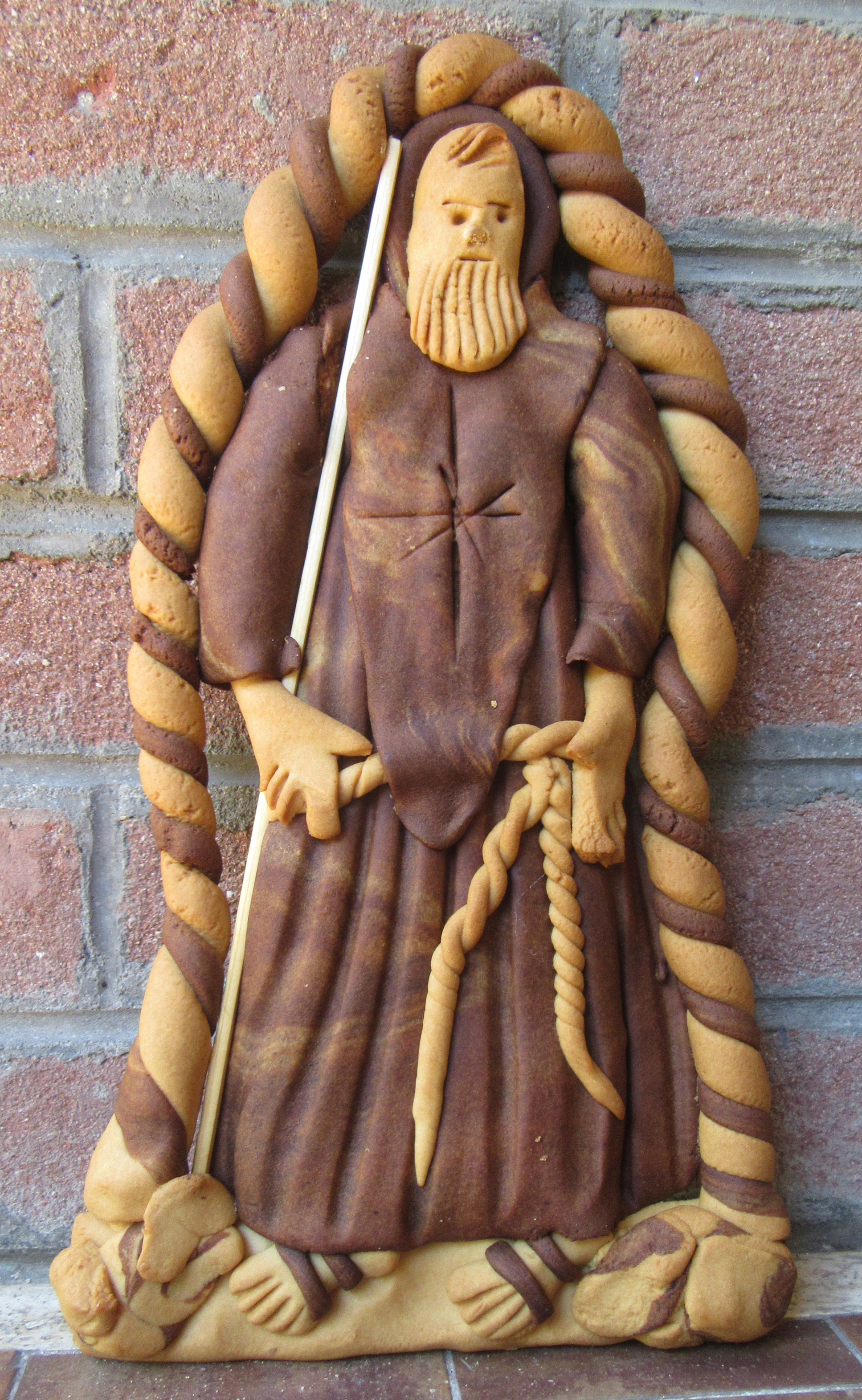
Святой Франциск из Паолы в форме калабрийского торта 'Nzuddha.

После того, как король Карл умер и на трон взошёл Людовик XII, святой Франциск хотел возвратиться в Италию, но новый король не разрешил, поскольку хотел, чтобы святой помогал ему советами, как и предшественникам. Последние годы жизни монаха прошли в Плесси, в последние месяцы перед смертью он давал ученикам наставления и советы по управлению орденом. Скончался 2 апреля 1507 года, через неделю после своего 91-летия.

## Почитание
Святой Франциск из Паолы был канонизирован в 1519 году папой Львом X.
В 1562 году во время религиозных войн во Франции гугеноты захватили монастырь в Плесси, извлекли тело Франциска из могилы и обнаружили его нетленным. Гугеноты сожгли останки и разбросали кости по монастырю. Впоследствии часть костей была подобрана католиками и распределена по монастырям ордена минимов.
В иконографии изображается, как правило, в образе глубокого старца в монашеском одеянии с посохом. Франциск из Паолы почитается заступником ордена минимов, моряков, города Паола и всей Калабрии. Память в Католической церкви — 2 апреля.